# Casinaria bangkhenensis
Casinaria bangkhenensis là một loài tò vò trong họ Ichneumonidae.